# Бугульчан
Бугульча́н (рос. Бугульчан, башк. Бөгөлсән) — село у складі Куюргазинського району Башкортостану, Росія. Адміністративний центр Ленінської сільської ради.
Населення — 582 особи (2010; 581 в 2002).
Національний склад:
- росіяни — 81%